# Janet Fielding
Janet Fielding (nacida Janet Mahoney; Brisbane, 9 de septiembre de 1953) es una actriz australiana, más conocida por su participación en la serie británica de ciencia ficción Doctor Who en el papel de Tegan Jovanka, acompañante del Doctor, brevemente en su cuarta encarnación interpretada por Tom Baker, y más extensamente en la quinta interpretada por Peter Davison.

## Carrera
Como Janet Claire Fielding, debutó en la televisión británica en el episodio de Hammer House of Horror titulado Charlie Boy, emitido en octubre de 1980, más o menos cuando se anunció que sería la nueva acompañante del Doctor. Fielding interpretó el papel entre 1981 y 1984, siendo con cuatro la actriz que más años estuvo en la serie como acompañante (si bien si se cuentan episodios en lugar de años, le superaría Frazer Hines que estuvo dos años y medio interpretando a Jamie MCrimmon entre 1966 y 1969, pero rodó muchos más episodios en ese tiempo).
En 1982, Fielding se casó en el editor del Daily Mirror Nicholas Davies. Se divorciaron en 1991. En 1984, tuvo un papel en la serie infantil de la ITV Murphy's Mob, seguida en 1985 por un papel en Hold The Back Page.
En 1991, Fielding dejó la interpretación para asumir una posición administrativa en Women in Film and Television UK. Aunque solo se mantuvo en este puesto tres años y medio, siguió colaborando con el grupo desde entonces, dirigiendo los estudios de habilidades de mujeres de éxito en la televisión en 2009. Tras abandonar este trabajo en el grupo, Fielding trabajó como agente teatral, siendo la representante de Paul McGann cuando este aceptó el trabajo de Octavo Doctor.
Volvería a interpretar a Tegan para Big Finish Productions en los audiodramáticos desde 2006, junto a Peter Davison como el Quinto Doctor. En el pasado se mostró reacia a volver a hacer el papel, pero ha confirmado que seguirá interpretando a Tegan en audiodramáticos en el futuro. También ha grabado comentarios en audio para varias publicaciones en DVD de Doctor Who con Tegan, y ha aparecido en los extras de los DVD de Frontier in Space y Planet of the Daleks, historias en las que no aparecía, donde hizo una crítica de la representación de los personajes femeninos en esos seriales.
Fielding también ha trabajado como directora de financias en una organización benéfica. Actualmente es coordinadora de proyecto para Project Motorhouse, una beneficencia en Ramsgate, Reino Unido, que intenta restaurar el edificio local de West Cliff para convertirlo en un centro para gente de todas las edades y para que los jóvenes de Thanet puedan introducirse a la cultura empresarial y conseguir la experiencia necesaria para comenzar sus propios negocios. Aunque en el pasado ha evitado las convenciones de los fanes, Fielding ha aparecido en la convención Supanova Pop Culture en Australia en abril de 2012. Janet ha organizado dos convenciones de Doctor Who en 2013 para recaudar dinero para el Project Motorhouse.
En septiembre de 2012, se reveló que Janet está luchando contra el cáncer.